# 14966 Jurijvega
14966 Jurijvega (1997 OU2) là một tiểu hành tinh vành đai chính được phát hiện ngày 30 tháng 7 năm 1997 bởi Herman Mikuž ở Črni Vrh Observatory ở Slovenia.
On 9 tháng 5 năm 2001 it was đặt tên theo baron Jurij Vega, a late 18th-century Slovene nhà toán học và physicist.